# Luigi Aldrovandi Marescotti
Luigi Aldrovandi Marescotti, Conde de Viano, LLD, (5 de outubro de 1876 – 9 de julho de 1945) foi um político e diplomata italiano. Ele foi educado na Universidade de Bolonha.
Marescotti era associado do primeiro-ministro Sidney Sonnino. Foi embaixador a partir de 1926 em Buenos Aires e a partir de 1929 em Berlim. Em 1939 foi nomeado senador do Reino da Itália.